# Consell pontifici
Un consell pontifici és una institució consultiva de la cúria romana, liderada per un cardenal o arquebisbe i integrada per clergues i laics. Com a organisme de la cúria romana, el seu objectiu és ajudar el Papa en les tasques de governança i supervisió de l'Església Catòlica. Depenen directament del Papa. Els consells pontificis són dotze.
- Consell Pontifici Cor Unum
- Consell pontifici per a la Cultura
- Consell Pontifici per al Diàleg Interreligiós
- Consell Pontifici per a la Justícia i la Pau
- Consell Pontifici per a la Promoció de la Unitat dels Cristians
- Pontifici Consell per a la Família
- Consell pontifici per als Laics
- Consell Pontifici per a la Cura Pastoral dels Migrants i els Itinerants
- Consell Pontifici per a la Cura Pastoral dels Treballadors dels Serveis de Sanitat
- Consell pontifici per a les Comunicacions Socials
- Consell Pontifici per als Textos Legislatius
- Consell Pontifici per a la Promoció de la Nova Evangelització